# Phare de Russarö
Le phare de Russarö (en finnois : Russarön majakka) est un phare situé sur l'île de Russarö, appartenant à la municipalité  de Hanko, en région d'Uusimaa (Finlande).

## Histoire
Il y avait un besoin d'un phare dans cette zone, au début des années 1800, car la marine impériale russe pensait qu'il y avait trop de naufrages dans la région. À cette époque, la première structure de signalisation maritime en bois a été démontée et remplacée par un bâtiment avec une lanterne. La tour trop faible a été renforcée à plusieurs reprises par des structures de soutien. À l'été de 1838, un nouveau système lumineux a été installé dans la tour.
En 1854, pendant la guerre de Crimée, le phare a été démoli et la lentille de Fresnel a été transportée en sécurité. Après la guerre, une demande fut faite pour la construction d'un nouveau phare. En 1863, la tour en pierre  de cinq étages a été achevée. Les logements du personnel du phare ont également été rénovés.
La lentille de Fresnel du phare permettait une portée jusqu'à 12 milles (environ 22 km) dans les années 1870, car Hanko devint alors le premier port d'hiver de la Finlande.
L'île est une zone militaire de l'armée finlandaise et n'est pas ouverte au public.

## Description
Le phare  est une tour hexagonale en maçonnerie de 21 mètres de haut, avec galerie et lanterne. La tour est peinte en rouge. Il émet, à une hauteur focale de 34 mètres, quatre éclats blancs toutes les 45 secondes. Sa portée nominale est de 16.8 milles nautiques (environ 35 km).
Identifiant : ARLHS : FIN-089 - Amirauté : C4912 - NGA : 15212.

## Caractéristique dufeu maritime
Fréquence : 45 secondes (W-W-W-W)
- Lumière : 1,4 seconde
- Obscurité : 6,1 secondes

### Lien connexe
- Liste des phares de Finlande